# Krag Mountains
Krag Mountains är en bergskedja i Kanada.   Den ligger i territoriet Nunavut, i den nordöstra delen av landet, 3 000 km norr om huvudstaden Ottawa.
Trakten runt Krag Mountains består i huvudsak av gräsmarker. Trakten runt Krag Mountains är nära nog obefolkad, med mindre än två invånare per kvadratkilometer.